# Нокалакеві

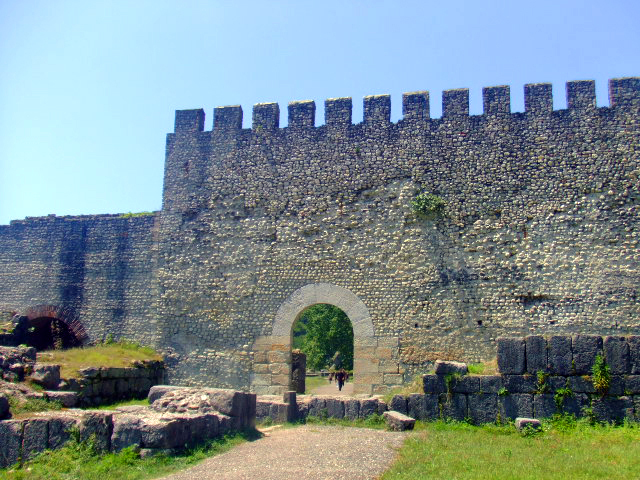
Східні ворота міста

Нокалакеві (груз. ნოქალაქევი — букв.Місце, де існувало місто) також відомий як Археополіс (дав.-гр. ἀρχαῖος πόλις — старе місто) — місто-фортеця в західній Грузії, в Сенакському муніципалітеті, столиця Егрісі, місце легендарного міста Айа, куди за переказами припливли аргонавти.

## Історія

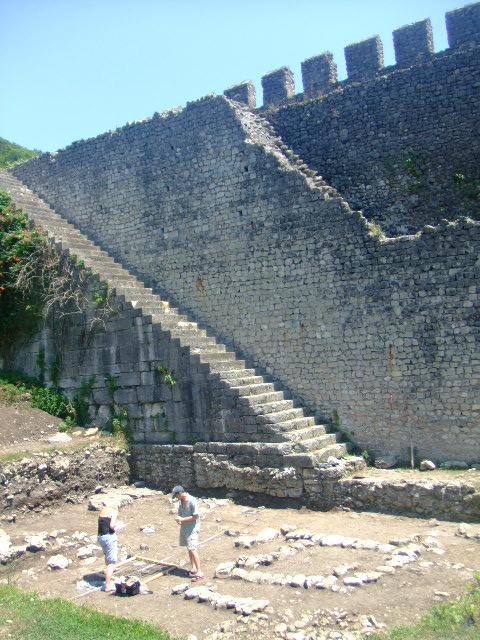
Східна стіна Нокалакеві

На цьому місці здавна було розташоване грузинське місто. Грецькі автори називали його Археополіс, однак у старіших грузинських хроніках місто було відоме під ім'ям Ціхе Годжі. Згідно з історичними хроніками, місто було засноване еріставом Егрісі Куджо в III столітті н. е. Ціхе Годжі був столицею Егрісі в IV—VIII століттях нашої ери. Егріські війни між Візантією та Персією в основному велися саме біля столиці. Під час воєн місто витримало дві облоги, але в третій раз було взяте персами (554). Об'єднані візантійсько-егріські війська незабаром повернули місто. У 697 році розташувалися основні арабські гарнізони в Егрісі. В 737/738 р. в місто вторгся арабський воєначальник Марван II і зруйнував його, знищивши або змусивши до втечі на північ, на узбережжі річки Інгурі більшість жителів. Через арабські завоювання місто незабаром втратило колишнє значення і перетворилося на маленьке сільце. Другий етап розвитку поселення почався в XVI—XVIII століттях, коли в місті з'явилася резиденція володаря Одіші.

## Фотогалерея

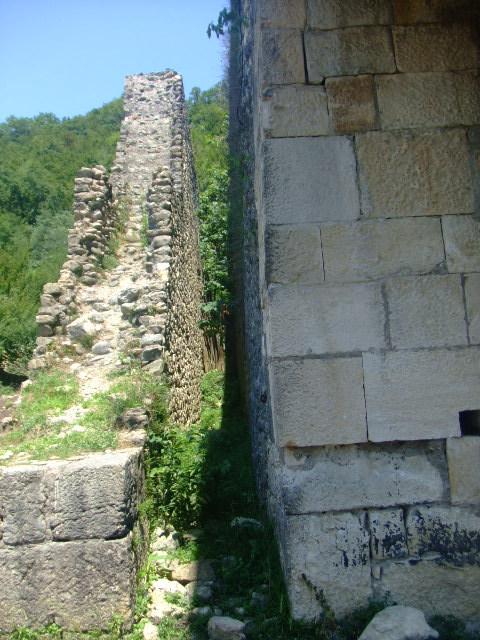
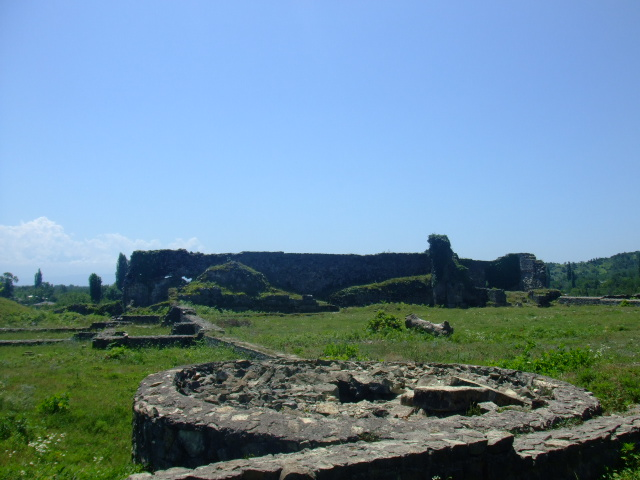
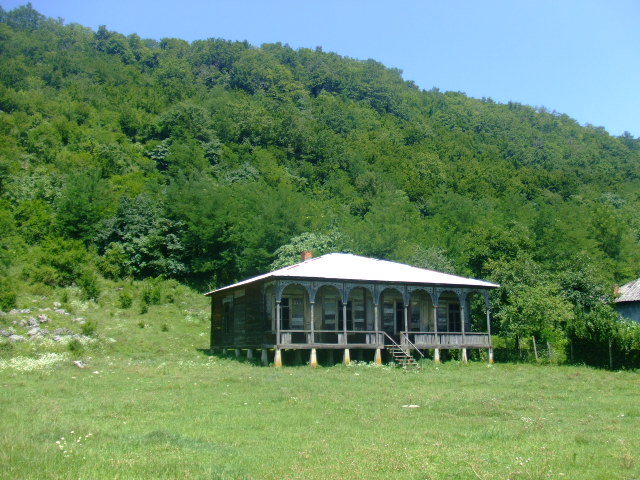
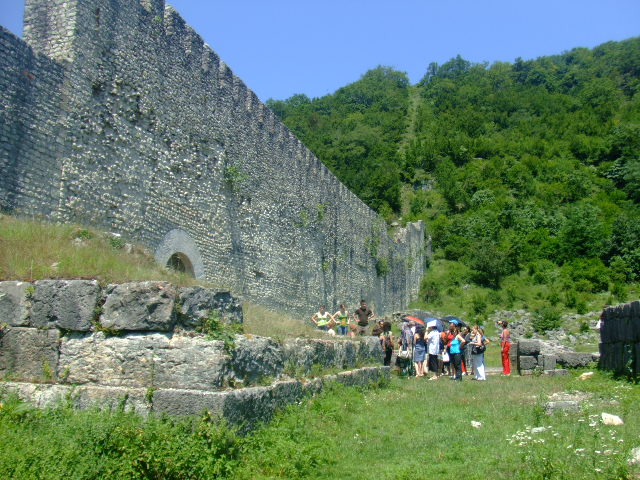
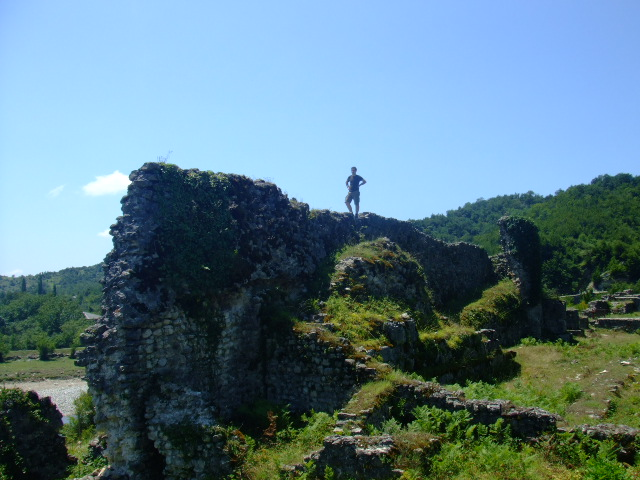
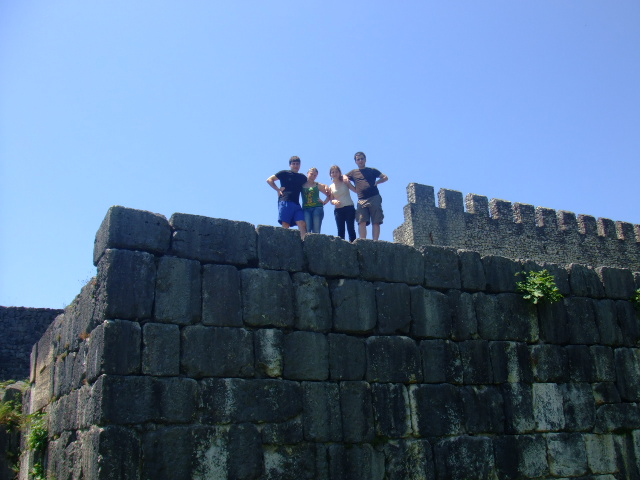
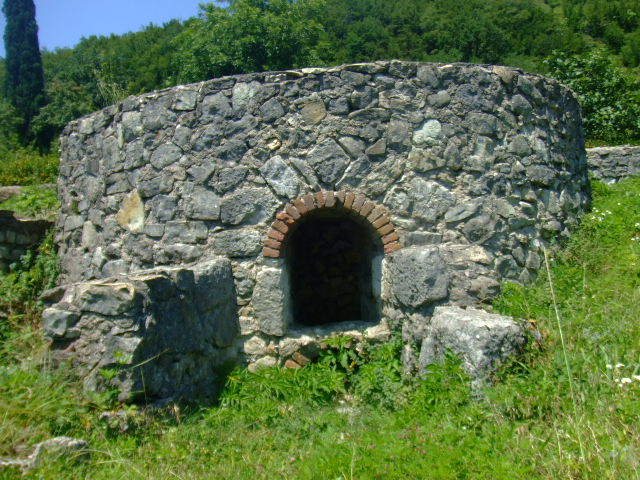
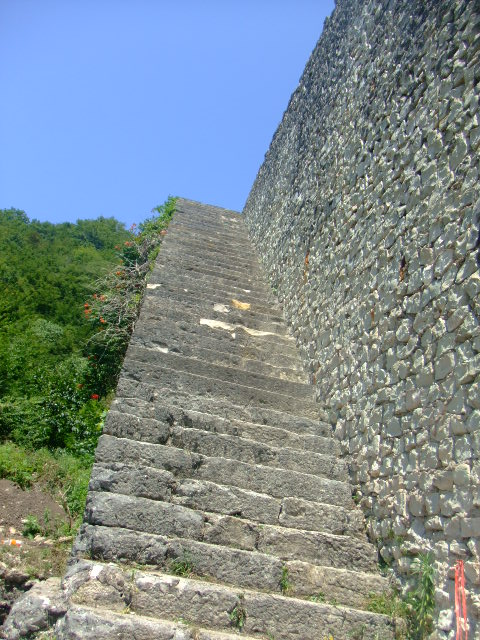
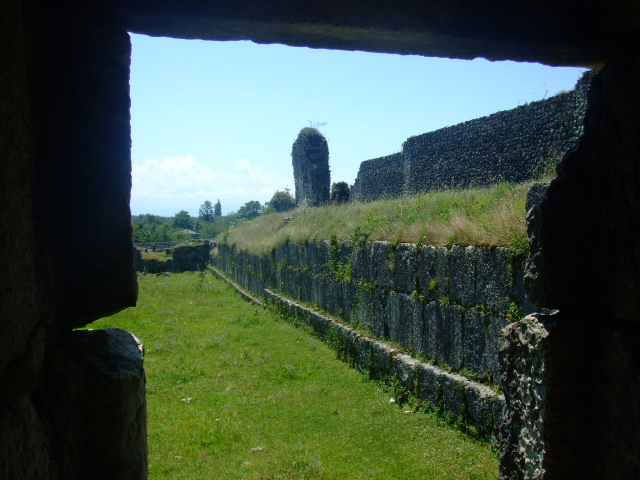

## Ресурси Інтернета
Вікісховище має мультимедійні дані за темою: Нокалакеві
- Вебсторінка музею
- Anglo-Georgian expedition to Nokalakevi
- Nokalakevi Homepage
- Nokalakevi Museum website